# عبد العزيز دحمان
عبد العزيز دحمان (2 مارس 1934 المرسى تونس - ) هو لاعب كرة قدم تونسي، يلعب كمهاجم.